# European Darts Tour 2018
Die European Darts Tour 2018 war eine Reihe von Dartturnieren der PDC.
Die Turnierserie bestand aus dreizehn über das Jahr verteilten Turnieren in verschiedenen europäischen Städten. Damit fand ein Turnier mehr als im Vorjahr statt.
Die dortigen Ergebnisse hatten Einfluss auf die PDC Pro Tour Order of Merit, die für die Qualifikation mehrerer Major-Turniere maßgeblich war.

## Spielorte
Kein Turnier mehr gespielt wurden in Jena, Mannheim und Schwechat, während Premstätten, Kopenhagen, München und Zwolle neue Spielorte waren.
| Maastricht |

| Sindelfingen |

| Saarbrücken |

| Premstätten |

| Leverkusen |

| Riesa |

| Hildesheim |

| München |

| Hamburg |

| Zwolle |

| Göttingen |

| \| Gibraltar \| |
| Gibraltar       |

| Gibraltar |

| \| Kopenhagen \| |
| Kopenhagen       |

| Kopenhagen |

## European Tour Events
Am Ende der Saison waren die Top 32 der European Tour Order of Merit, einer gesonderten Form der PDC Pro Tour Order of Merit, in die nur das Preisgeld der European Tour Events fließt, für die European Darts Championship 2018 qualifiziert.
Im Jahr 2018 wurde die Tour von zwölf auf dreizehn Turniere erweitert. Gänzlich neu dabei waren die Danish Darts Open und das Dutch Darts Championship. Die German Darts Masters fielen wegen des gleichnamigen Events im Rahmen der World Series of Darts 2018 aus dem Turnierplan.
| Nr. | Datum                     | Event                     | Austragungsort                      | Sieger             | Ergebnis | Finalist         |
| --- | ------------------------- | ------------------------- | ----------------------------------- | ------------------ | -------- | ---------------- |
| 1   | 23.–25. März              | European Darts Open       | Leverkusen, Ostermann-Arena         | Michael van Gerwen | 8 : 7    | Peter Wright     |
| 2   | 31. März – 2. April       | German Darts Grand Prix   | München, Zenith                     | Michael van Gerwen | 8 : 5    | Peter Wright     |
| 3   | 13.–15. April             | German Darts Open         | Saarbrücken, Saarlandhalle          | Max Hopp           | 8 : 7    | Michael Smith    |
| 4   | 20.–22. April             | Austrian Darts Open       | Premstätten, Steiermarkhalle        | Jonny Clayton      | 8 : 5    | Gerwyn Price     |
| 5   | 4.–6. Mai                 | European Darts Grand Prix | Sindelfingen, Glaspalast            | Michael van Gerwen | 8 : 3    | James Wade       |
| 6   | 11.–13. Mai               | Dutch Darts Masters       | Zwolle, Ĳsselhallen                 | Michael van Gerwen | 8 : 5    | Steve Lennon     |
| 7   | 8.–10. Juni               | Gibraltar Darts Trophy    | Gibraltar, Tercentenary Sports Hall | Michael van Gerwen | 8 : 3    | Adrian Lewis     |
| 8   | 22.–24. Juni              | Danish Darts Open         | Kopenhagen, Brøndby Hallen          | Mensur Suljović    | 8 : 3    | Simon Whitlock   |
| 9   | 29. Juni – 1. Juli        | European Darts Matchplay  | Hamburg, edel-optics.de Arena       | Michael van Gerwen | 8 : 2    | William O’Connor |
| 10  | 31. August – 2. September | German Darts Championship | Hildesheim, Halle39                 | Michael van Gerwen | 8 : 6    | James Wilson     |
| 11  | 7.–9. September           | Dutch Darts Championship  | Maastricht, MECC Maastricht         | Ian White          | 8 : 5    | Ricky Evans      |
| 12  | 14.–16. September         | International Darts Open  | Riesa, SACHSENarena                 | Gerwyn Price       | 8 : 3    | Simon Whitlock   |
| 13  | 12.–14. Oktober           | European Darts Trophy     | Göttingen, Lokhalle                 | Michael van Gerwen | 8 : 3    | James Wade       |

## Preisgeld
Pro Turnier wurden insgesamt £ 135.000 an Preisgeldern ausgeschüttet. Das Preisgeld verteilte sich unter den Teilnehmern wie folgt:
| Position (Anzahl der Spieler) | Position (Anzahl der Spieler) | Preisgeld |
| ----------------------------- | ----------------------------- | --------- |
| Gewinner                      | (1)                           | £ 25.000  |
| Finalist                      | (1)                           | £ 10.000  |
| Halbfinalisten                | (2)                           | £ 6.000   |
| Viertelfinalisten             | (4)                           | £ 4.000   |
| Achtelfinalisten              | (8)                           | £ 3.000   |
| Verlierer der 2. Runde        | (16)                          | £ 2.000   |
| Verlierer der Vorrunde        | (16)                          | £ 1.000   |
|                               |                               |           |
|                               |                               | £ 135.000 |

## European Tour Order of Merit
Die Top 32 der European Tour Order of Merit waren für die European Darts Championship 2018 qualifiziert.
(Endstand: 14. Oktober 2018)
| Platz | Spieler            | Preisgeld |
| ----- | ------------------ | --------- |
| 01    | Michael van Gerwen | £207,000  |
| 02    | Mensur Suljović    | £60,000   |
| 03    | Gerwyn Price       | £53,000   |
| 04    | Ian White          | £48,000   |
| 05    | Joe Cullen         | £45,000   |
| 06    | James Wade         | £44,000   |
| 07    | Max Hopp           | £44,000   |
| 08    | Simon Whitlock     | £41,000   |
| 09    | Peter Wright       | £41,000   |
| 10    | Jonny Clayton      | £39,000   |
| 11    | Daryl Gurney       | £38,000   |
| 12    | Michael Smith      | £35,000   |
| 13    | Rob Cross          | £35,000   |
| 14    | Adrian Lewis       | £32,000   |
| 15    | Darren Webster     | £31,000   |
| 16    | Steve West         | £28,000   |
| 17    | Mervyn King        | £23,000   |
| 18    | Stephen Bunting    | £22,000   |
| 19    | Dave Chisnall      | £21,000   |
| 20    | Danny Noppert      | £20,000   |
| 20    | Steve Lennon       | £20,000   |
| 22    | Ricky Evans        | £19,000   |
| 22    | James Wilson       | £19,000   |
| 22    | Jermaine Wattimena | £19,000   |
| 25    | Steve Beaton       | £16,000   |
| 25    | William O’Connor   | £16,000   |
| 27    | Martin Schindler   | £15,000   |
| 27    | Jelle Klaasen      | £15,000   |
| 27    | Richard North      | £14,000   |
| 30    | Kyle Anderson      | £14,000   |
| 30    | Cristo Reyes       | £14,000   |
| 32    | Paul Nicholson     | £13,000   |

## Deutschsprachige Teilnehmer
Im Folgenden werden die Ergebnisse aller deutschsprachigen Teilnehmer aufgelistet.
| Land        | Spieler              | European Darts Open | German Darts Grand Prix | German Darts Open | Austrian Darts Open | European Darts Grand Prix | Dutch Darts Masters | Gibraltar Darts Trophy | Danish Darts Open | European Darts Matchplay | German Darts Championship | Dutch Darts Championship | International Darts Open | European Darts Trophy |
| ----------- | -------------------- | ------------------- | ----------------------- | ----------------- | ------------------- | ------------------------- | ------------------- | ---------------------- | ----------------- | ------------------------ | ------------------------- | ------------------------ | ------------------------ | --------------------- |
| Deutschland | René Berndt          |                     | Letzte 48               |                   |                     |                           |                     |                        |                   |                          |                           |                          |                          |                       |
| Deutschland | Nico Blum            |                     |                         |                   |                     |                           |                     |                        |                   |                          | Letzte 48                 |                          |                          |                       |
| Deutschland | Christian Bunse      |                     |                         |                   |                     | Letzte 48                 |                     |                        |                   |                          |                           | Letzte 48                |                          | Letzte 48             |
| Osterreich  | Dietmar Burger       |                     |                         |                   | Letzte 48           |                           |                     |                        |                   |                          |                           |                          |                          |                       |
| Deutschland | Gabriel Clemens      | Letzte 32           |                         |                   | Letzte 48           | Letzte 48                 |                     |                        |                   |                          |                           |                          | Letzte 48                | Letzte 32             |
| Deutschland | René Eidams          |                     |                         | Letzte 32         |                     |                           |                     |                        |                   | Letzte 48                |                           |                          |                          |                       |
| Osterreich  | Christian Gödl       |                     | Letzte 48               |                   |                     |                           |                     |                        |                   |                          |                           |                          |                          |                       |
| Deutschland | Christopher Hansch   |                     |                         |                   |                     |                           |                     |                        |                   |                          | Letzte 48                 |                          |                          |                       |
| Deutschland | Simeon Heinz         |                     |                         |                   | Letzte 48           |                           |                     |                        |                   |                          |                           |                          |                          |                       |
| Deutschland | Max Hopp             | Letzte 48           | Viertelfinale           | Sieg              | Letzte 32           | Letzte 48                 |                     | Achtelfinale           | Letzte 32         | Letzte 32                | Letzte 48                 | Letzte 32                | Letzte 32                | Achtelfinale          |
| Deutschland | Dragutin Horvat      |                     |                         | Letzte 48         |                     |                           | Letzte 32           |                        | Letzte 48         | Letzte 48                |                           |                          |                          |                       |
| Deutschland | Thomas Junghans      | Letzte 48           |                         |                   |                     |                           |                     |                        |                   |                          |                           |                          |                          |                       |
| Deutschland | Maik Langendorf      | Letzte 48           | Letzte 48               |                   |                     |                           |                     |                        |                   | Letzte 32                |                           |                          |                          | Letzte 48             |
| Osterreich  | Zoran Lerchbacher    |                     |                         | Letzte 48         |                     |                           |                     |                        |                   |                          |                           |                          |                          |                       |
| Deutschland | Robert Marijanović   |                     |                         |                   |                     | Letzte 32                 |                     |                        |                   | Letzte 32                | Letzte 48                 | Letzte 48                | Letzte 32                | Letzte 48             |
| Deutschland | Tobias Müller        |                     |                         | Letzte 48         |                     |                           | Letzte 48           |                        |                   |                          |                           |                          |                          |                       |
| Deutschland | Kevin Münch          |                     |                         |                   | Letzte 48           |                           | Letzte 48           |                        |                   |                          |                           | Letzte 48                |                          |                       |
| Deutschland | Ricardo Pietreczko   |                     |                         |                   |                     |                           |                     |                        |                   |                          |                           |                          | Letzte 48                |                       |
| Osterreich  | Bastian Pietsching   |                     |                         |                   | Letzte 48           |                           |                     |                        |                   |                          |                           |                          |                          |                       |
| Osterreich  | Michael Rasztovits   | Letzte 48           | Letzte 48               |                   |                     |                           |                     |                        |                   |                          | Achtelfinale              |                          |                          |                       |
| Osterreich  | Rowby-John Rodriguez |                     | Letzte 48               |                   |                     |                           | Letzte 48           |                        |                   |                          |                           | Letzte 32                |                          |                       |
| Osterreich  | Roxy-James Rodriguez |                     |                         |                   | Letzte 48           |                           |                     |                        |                   |                          |                           |                          |                          |                       |
| Osterreich  | Rusty-Jake Rodriguez |                     |                         |                   |                     |                           |                     |                        | Letzte 32         |                          |                           | Letzte 48                |                          |                       |
| Deutschland | Michael Rosenauer    |                     |                         |                   |                     |                           | Letzte 48           |                        |                   |                          |                           |                          |                          |                       |
| Deutschland | Martin Schindler     |                     | Letzte 48               |                   |                     | Letzte 32                 |                     |                        | Letzte 48         | Letzte 32                | Achtelfinale              |                          | Achtelfinale             | Achtelfinale          |
| Osterreich  | Hannes Schnier       |                     |                         |                   | Letzte 48           |                           |                     | Letzte 32              |                   |                          |                           |                          |                          |                       |
| Deutschland | Steffen Siepmann     |                     |                         |                   |                     |                           |                     |                        |                   |                          |                           |                          |                          | Letzte 48             |
| Osterreich  | Alex Steinbauer      |                     |                         |                   | Letzte 48           |                           |                     |                        |                   |                          |                           |                          |                          |                       |
| Osterreich  | Mensur Suljović      | Achtelfinale        | Achtelfinale            | Achtelfinale      | Halbfinale          | Achtelfinale              | Viertelfinale       | Letzte 32              | Sieg              | Viertelfinale            | Halbfinale                |                          | Achtelfinale             |                       |